# Paul Manning (cyclisme)
Pour les articles homonymes, voir Paul Manning et Manning.
Paul Manning, né le 6 novembre 1974 à Sutton Coldfield, est un coureur et entraîneur cycliste britannique. Spécialiste de la piste, il est notamment champion olympique de poursuite par équipes en 2008 et triple champion du monde de poursuite par équipes (en 2005, 2007 et 2008). Il est introduit en 2009 au British Cycling Hall of Fame.

## Biographie

### Carrière de coureur
En 1996, Paul Manning remporte le Duo Normand avec Chris Boardman. L'année suivante, il gagne le contre-la-montre du Tour de Suède. Son premier grand succès est la victoire au classement général de la FBD Insurance Rás en 2001 et deux mois plus tard une victoire d'étape au Tour de Saxe. En 2002, il remporte également une étape de l'An Post Rás et un an plus tard une étape du Herald Sun Tour. En 2005, il court pour l'équipe continentale britannique Recycling.co.uk et de 2006 à 2008, il est sous contrat avec l'équipe continentale professionnelle belge Landbouwkrediet-Tönissteiner.
Manning obtient plus de succès sur piste que sur route. Il remporte sa première médaille d'argent aux mondiaux sur piste en 2000 dans la poursuite par équipes. Plus tard dans l'année, aux Jeux olympiques de Sydney, il remporte le bronze avec l'équipe nationale britannique. En poursuite par équipes, il décroche avec l'équipe nationale britannique trois médailles d'argent et une de bronze entre 2001 et 2004. lors des Jeux du Commonwealth de 2002, il est médaillé d'argent en poursuite par équipes et médaillé de bronze en poursuite individuelle.
Lors des Jeux olympiques d'Athènes, le quatuor britannique obtient une médaille d'argent, après avoir été battu en finale par les Australiens. L'année suivante, en 2005, il réussit à remporter le titre mondial pour la première fois. Au championnat du monde suivant à Bordeaux, il termine deuxième de la poursuite par équipes pour la cinquième fois et remporte une médaille de bronze en poursuite individuelle. Aux Jeux du Commonwealth de 2006 à Melbourne, il décroche deux médailles d'or en poursuite individuelle et par équipes. En 2007, il est pour la deuxième fois champion du monde de poursuite par équipes.
En 2008, il devient champion olympique de poursuite par équipes à Pékin, avec Bradley Wiggins, Geraint Thomas et Edward Clancy, après être devenu champion du monde plus tôt dans l'année. Le quatuor britannique a remporté les deux compétitions en réalisant à chaque fois un nouveau record du monde.

### L'après carrière
Il met fin à sa carrière de cycliste après les Jeux de 2008. En 2009, il est nommé membre de l'Ordre de l'Empire britannique (MBE). En décembre 2010, il intègre le Temple de la renommée du cyclisme britannique.
Dès 2009, il est nommé entraîneur de l'équipe nationale britannique sur piste dans les disciplines d'endurance. Sous son égide, l'équipe féminine britannique remporte la médaille d'or en poursuite par équipes aux Jeux olympiques de 2012 à Londres et établit un nouveau record du monde à six reprises. En 2012, il est élu entraineur de l'année en Grande-Bretagne. En 2013, il prend en charge l'équipe masculine d'endurance. En novembre 2020, il quitte son poste d'entraîneur huit mois seulement avant les Jeux olympiques de Tokyo. En septembre 2021, il est nommé entraîneur par intérim de la Fédération irlandaise. En avril 2022, il est recruté par la Fédération néo-zélandaise en tant que nouvel entraîneur de l'endurance féminine sur piste.

## Palmarès sur piste

### Jeux olympiques
- Sydney 2000
  -  Médaillé de bronze en poursuite par équipes
- Athènes 2004
  -  Médaillé d'argent en poursuite par équipes
  -  Médaillé de bronze en poursuite individuelle
- Pékin 2008
  -  Champion olympique de poursuite par équipes (avec Bradley Wiggins, Geraint Thomas et Edward Clancy)

### Championnats du monde
- Berlin 1999
  - 15e de la poursuite individuelle
- Manchester 2000
  -  Médaillé d'argent en poursuite par équipes
- Anvers 2001
  -  Médaillé d'argent en poursuite par équipes
- Ballerup 2002
  -  Médaillé de bronze en poursuite par équipes
- Stuttgart 2003
  -  Médaillé d'argent en poursuite par équipes
  - 4e de la poursuite individuelle
- Melbourne 2004
  -  Médaillé d'argent en poursuite par équipes
  - 5e de la poursuite individuelle
- Los Angeles 2005
  -  Champion du monde de poursuite par équipes (avec Steve Cummings, Robert Hayles et Christopher Newton)
- Bordeaux 2006
  -  Médaillé d'argent en poursuite par équipes
  -  Médaillé de bronze en poursuite individuelle
- Palma de Majorque 2007
  -  Champion du monde de poursuite par équipes (avec Geraint Thomas, Edward Clancy et Bradley Wiggins)
- Manchester 2008
  -  Champion du monde de poursuite par équipes (avec Geraint Thomas, Edward Clancy et Bradley Wiggins)

### Coupe du monde
- 2002
  - 1er de la poursuite individuelle à Monterrey
- 2003
  - 2e de la poursuite par équipes à Aguascalientes
  - 2e de la poursuite par équipes au Cap
  - 3e de la poursuite individuelle à Aguascalientes
- 2004
  - 1er de la poursuite par équipes à Manchester (avec Rob Hayles, Chris Newton et Bryan Steel)
  - 1er de la poursuite individuelle à Sydney
  - 1er de la poursuite par équipes à Sydney (avec Rob Hayles, Russell Downing et Bryan Steel)
  - 3e de la poursuite individuelle à Manchester
- 2005-2006
  - 1er de la poursuite individuelle à Manchester
  - 2e de la poursuite par équipes à Manchester
- 2006-2007
  - 1er de la poursuite par équipes à Moscou (avec Ed Clancy, Chris Newton et Geraint Thomas)
  - 3e de la poursuite individuelle à Moscou
- 2007-2008
  - 1er de la poursuite par équipes à Pékin (avec Ed Clancy, Steve Cummings et Geraint Thomas)
  - 1er de la poursuite par équipes à Copenhague (avec Steven Burke, Ed Clancy et Geraint Thomas)

### Jeux du Commonwealth
- Manchester 2002
  -  Médaillé d'argent en poursuite par équipes (avec Bryan Steel, Bradley Wiggins, Christopher Newton)
  -  Médaillé de bronze en poursuite individuelle
- Melbourne 2006
  -  Médaillé d'or en poursuite individuelle
  -  Médaillé d'or en poursuite par équipes (avec Steve Cummings, Robert Hayles, Christopher Newton)

### Championnats nationaux
- 2000
  - 2e du championnat de Grande-Bretagne de poursuite
- 2001
  -  Champion de Grande-Bretagne de poursuite
- 2003
  -  Champion de Grande-Bretagne de poursuite
  -  Champion de Grande-Bretagne de poursuite par équipes (avec James Notley, Andrew Russell et Phil West)
- 2004
  -  Champion de Grande-Bretagne de poursuite
  -  Champion de Grande-Bretagne de poursuite par équipes (avec Mark Cavendish, Tom White et Chris Newton)
- 2005
  -  Champion de Grande-Bretagne de poursuite
  -  Champion de Grande-Bretagne de course aux points
- 2006
  -  Champion de Grande-Bretagne de poursuite par équipes (avec Ed Clancy, Chris Newton et Steve Cummings)
  - 2e du championnat de Grande-Bretagne de poursuite
- 2007
  -  Champion de Grande-Bretagne de poursuite

## Palmarès sur route
- 1996
  - Duo normand (avec Chris Boardman)
- 1997
  - 4eb étape du Tour de Suède (contre-la-montre)
- 2000
  - 4e et 6e (contre-la-montre) étapes du Circuit des mines
  - 4e étape du Olympia's Tour
  - 3e du Lincoln Grand Prix
- 2001
  - 4eb étape du Tour de Saxe
  - Classement général du FBD Insurance Rás
- 2002
  - 6e étape de l'An Post Rás
  - 3e étape du Tour de la Manche
  - 2e et 5e étapes du Tour du Tarn-et-Garonne
  - 3e du Tour du Tarn-et-Garonne
- 2003
  - 8e étape du Herald Sun Tour
- 2005
  - 3e du Colne Grand Prix
- 2007
  - 6e étape du Tour de Grande-Bretagne

### Classements mondiaux
| Année           | 2005 | 2006  | 2007 |
| --------------- | ---- | ----- | ---- |
| UCI Europe Tour | 878e | 1093e | 677e |